# Julián Cardozo
Julián Gabriel Cardozo (Santa Fe, Provincia de Santa Fe, Argentina; 2 de enero de 1991) es un futbolista argentino que juega como centrocampista en el Club Atlético Pilar de Santa Fe, en la Liga Esperancina de Fútbol.

## Trayectoria

### Arsenal de Sarandí
En 2011 fue contratado por Arsenal, club con el que debutó en Primera División el 27 de noviembre de ese año, en reemplazo de Adrián González, frente a Estudiantes de La Plata, por la 16° fecha del Torneo Apertura 2011, en un partido disputado en el Estadio Julio Humberto Grondona. El mismo terminó 2 a 1 a favor de Estudiantes de La Plata. Debutaría en partidos internacionales el 26 de febrero de 2014, durante un partido de la Copa Libertadores 2014 en contra del Deportivo Anzoátegui de Venezuela, el cual terminó con victoria de 3 a 0 favorable a su equipo. Fue dirigido por Gustavo Alfaro y Martín Palermo. 
En el Viaducto disputó 26 partidos y no convirtió goles.

### Aurora
El 28 de julio de 2015 fue anunciado como refuerzo de este club para la Copa Sudamericana 2015. Debutó en dicha competición el 24 de agosto de ese año, en la derrota de Aurora como local por 2 a 1 frente a Sportivo Luqueño de Paraguay.

### Mineros de Zacatecas
El 31 de agosto de 2015 fue presentado como nuevo refuerzo de los Mineros de Zacatecas. Jugó al lado de su compatriota Santiago Echeverría.

### Murciélagos FC
El 8 de junio de 2017 fue presentado como nuevo refuerzo de los Murciélagos FC. Jugó al lado de sus compatriotas Leandro Leguizamón y Sebastian Penco.
Luego pasó al CA Zacatepec donde realizó una buena temporada.
A inicios del 2021 fue anunciado como nuevo refuerzo de Sport Boys del Callao. Sin embargo, a mediados del 2021 se anunció su salida del club rosado.

## Clubes
| Club                      | País      | Año         |
| ------------------------- | --------- | ----------- |
| Arsenal de Sarandí        | Argentina | 2011 - 2015 |
| Aurora                    | Bolivia   | 2015        |
| Mineros de Zacatecas      | México    | 2015 - 2017 |
| Murciélagos de Los Mochis | México    | 2017 - 2018 |
| CA Zacatepec              | México    | 2019 - 2020 |
| Los Cabos                 | México    | 2020        |
| Sport Boys                | Perú      | 2021        |

## Estadísticas
Actualizado al 8 de febrero de 2020.
| Equipo | Temporada           | Div.                | Liga     | Liga  | Copa Nacional(1) | Copa Nacional(1) | Copa Internacional(2) | Copa Internacional(2) | Total    | Total |
| Equipo | Temporada           | Div.                | Partidos | Goles | Partidos         | Goles            | Partidos              | Goles                 | Partidos | Goles |
| Arsenal de Sarandí Argentina                                                                                                   | 2011/12             | 1.ª                 | 2        | 0     | 2                | 0                | 0                     | 0                     | 4        | 0     |
| Arsenal de Sarandí Argentina                                                                                                   | 2012/13             | 1.ª                 | 4        | 0     | 0                | 0                | 0                     | 0                     | 4        | 0     |
| Arsenal de Sarandí Argentina                                                                                                   | 2013/14             | 1.ª                 | 11       | 0     | 0                | 0                | 2                     | 0                     | 13       | 0     |
| Arsenal de Sarandí Argentina                                                                                                   | 2014                | 1.ª                 | 5        | 0     | -                | -                | -                     | -                     | 5        | 0     |
| Arsenal de Sarandí Argentina                                                                                                   | Total               | Total               | 22       | 0     | 2                | 0                | 2                     | 0                     | 26       | 0     |
| Aurora · Bolivia | 2015/16             | 3.ª                 | 0        | 0     | -                | -                | 2                     | 0                     | 2        | 0     |
| Aurora · Bolivia | Total               | Total               | 0        | 0     | 0                | 0                | 2                     | 0                     | 2        | 0     |
| Mineros de Zacatecas · México                                                                                                  | 2015/16             | 2.ª                 | 22       | 3     | 4                | 2                | -                     | -                     | 26       | 5     |
| Mineros de Zacatecas · México                                                                                                  | 2016/17             | 2.ª                 | 35       | 2     | 4                | 1                | -                     | -                     | 39       | 3     |
| Mineros de Zacatecas · México                                                                                                  | Total               | Total               | 57       | 5     | 8                | 3                | 0                     | 0                     | 65       | 8     |
| Murciélagos FC · México | 2017/18             | 2.ª                 | 27       | 1     | 2                | 1                | -                     | -                     | 29       | 2     |
| Murciélagos FC · México | Total               | Total               | 27       | 1     | 2                | 1                | 0                     | 0                     | 29       | 2     |
| CA Zacatepec · México | C-2019              | 2.ª                 | 16       | 4     | 3                | 0                | -                     | -                     | 19       | 4     |
| CA Zacatepec · México | 2019/20             | 2.ª                 | 21       | 0     | 1                | 0                | -                     | -                     | 22       | 0     |
| CA Zacatepec · México | Total               | Total               | 37       | 4     | 4                | 0                | 0                     | 0                     | 41       | 4     |
| Total en su carrera | Total en su carrera | Total en su carrera | 143      | 10    | 16               | 4                | 4                     | 0                     | 163      | 14    |
| (1) Incluye datos de la Copa Argentina y Copa de México. (2) Incluye datos la Copa Libertadores 2014 y Copa Sudamericana 2015. |                     |                     |          |       |                  |                  |                       |                       |          |       |

## Palmarés

### Campeonatos nacionales
| Título              | Club    | País      | Año  |
| ------------------- | ------- | --------- | ---- |
| Torneo Clausura     | Arsenal | Argentina | 2012 |
| Supercopa Argentina | Arsenal | Argentina | 2012 |
| Copa Argentina      | Arsenal | Argentina | 2013 |